# Droit de bail et taxe additionnelle au droit de bail
Le droit de bail et la taxe additionnelle au droit de bail (TADB) sont d'anciennes taxes locatives dues par les bailleurs qui ont été appliquées en France jusqu'au 1er octobre 1998.
- Le droit de bail s'élevait à 2,5 % de l'ensemble des loyers perçus annuellement entre le 1er octobre et le 30 septembre.
- La taxe additionnelle au droit de bail (TADB) a été créée en 1971 pour financer l'Agence nationale pour l'amélioration de l'habitat (ANAH), qui est devenue par la suite l'Agence nationale de l'habitat [1]. Elle a été généralisée à tous les bailleurs en 1992. Elle s'élevait également à 2,5 % des loyers perçus annuellement entre le 1er octobre et le 30 septembre pour les immeubles de plus de 15 ans.

Ces deux taxes faisaient l'objet d'une procédure de déclaration et de recouvrement spécifiques. En vue de les intégrer dans le processus de déclaration et de recouvrement de l'impôt sur le revenu, elles ont été respectivement remplacées par :
- La Contribution annuelle représentative du droit de bail (CRDB), toujours de 2,5 % de l'ensemble des loyers perçus, mais sur une année civile.
- La contribution additionnelle à la contribution annuelle représentative du droit de bail (CACRDB), toujours de 2,5 % des loyers perçus pour les immeubles de plus de 15 ans, mais sur une année civile également.

Ces deux nouvelles contributions ont été créées avec effet rétroactif au 1er janvier 1998, ce qui a conduit à une double imposition des bailleurs sur les 9 premiers mois de 1998. Les bailleurs pouvaient (et peuvent encore) réclamer le remboursement de la taxe additionnelle au droit de bail, l’année de la cessation ou de l’interruption de la location du local correspondant ,.